# Stefan Wieczorek
Stefan Wieczorek (ur. 2 sierpnia 1907 w Berlinie, zm. 23 czerwca 1987 w Poznaniu) – polski działacz śpiewaczy, księgowy i cukrownik.

## Życiorys
Był synem Jana (krawca) i Józefy z Rogalewskich. Rodzina była uzdolniona muzycznie. Dzieciństwo spędził w Berlinie. Około 1919 przeniósł się wraz z rodziną do Poznania, gdzie skończył szkołę powszechną. Edukację w szkole średniej technicznej przerwał z uwagi na brak środków finansowych. Rozpoczął pracę w Towarzystwie Ubezpieczeń "Omnium", jednocześnie zaliczając kursy księgowości. Zatrudnił się w poznańskim Szpitalu Miejskim jako księgowy. W czasie wolnym śpiewał w chórze parafii Matki Boskiej Bolesnej, a także uczył się gry na skrzypcach i próbował gry na fortepianie. Mając osiemnaście lat wstąpił do Koła Śpiewackiego Polskiego. W 1932 został zastępcą sekretarza Zarządu Poznańskiego Towarzystwa Muzycznego.
W 1939 cała rodzina została wysiedlona przez Niemców pod Opatów. Pracował tu w lokalnej cukrowni. W lutym 1945 powrócił do Poznania, gdzie zaangażował się w akcję uruchamiania przemysłu cukrowniczego na Ziemiach Odzyskanych, głównie na Dolnym Śląsku. Z początkiem lat 50. XX wieku rozpoczął stałą pracę w poznańskim cukrownictwie i ponownie zaangażował się w ruch śpiewaczy. Od 1955 do śmierci pozostawał we władzach Poznańskiego Towarzystwa Muzycznego. W 1956 był tam prezesem, a od 1964 skarbnikiem. Od 1955 był członkiem władz Wielkopolskiego Związku Śpiewaczego. Od początku lat 50. XX wieku do 1981 związany był z chórem kościoła św. Michała Archanioła w Poznaniu. Brał udział w koncercie w trakcie uroczystości milenijnych przed poznańską katedrą w 1966. Od 1966 wchodził w skład Komisji Kulturalno-Oświatowej przy Zarządzie Okręgu Związku Zawodowego Pracowników Przemysłu Spożywczego i Cukrowniczego. Pochowany został na cmentarzu górczyńskim (kwatera IIIP-7-18).

## Rodzina
Ożenił się z Eleonorą z domu Jagaciak, z którą miał trójkę dzieci: Alinę, Ryszarda i Eugeniusza.

## Odznaczenia
Otrzymał m.in.:
- Odznakę Honorową Miasta Poznania (1964),
- Odznakę 1000-lecia Państwa Polskiego (1965),
- Odznakę „Zasłużony Działacz Kultury” (1969),
- Złoty Krzyż Zasługi (1971),
- Krzyż Kawalerski Orderu Odrodzenia Polski (1977),
- złotą honorową odznakę z wieńcem laurowym Związku Polskich Zespołów Śpiewaczych i Instrumentalnych (1982).
- medal Polskiego Związku Chórów i Orkiestr za zasługi dla społecznego ruchu muzycznego (1987, pośmiertnie),
- Odznakę Zasłużonego Działacza FJN,
- Złotą Odznakę Zasłużonego Działacza Związku Zawodowego Pracowników Przemysłu Spożywczego i Cukrowniczego,
- Medal 40-lecia Polski Ludowej,
- Dyplom Ministerstwa kultury i Sztuki,
- Odznakę honorową "Za Zasługi w Rozwoju Województwa Poznańskiego"[1].

W 1986 otrzymał godność Członka Honorowego Oddziału Wielkopolskiego Związku Polskich Zespołów Śpiewaczych i Instrumentalnych.